# Silvius microcephalus
Silvius microcephalus är en tvåvingeart som beskrevs av Wesley C. Wehr 1922. Silvius microcephalus ingår i släktet Silvius och familjen bromsar.
Artens utbredningsområde är Colorado. Inga underarter finns listade i Catalogue of Life.